# Stenozonium exile
Stenozonium exile är en mångfotingart som beskrevs av Shelley 1998. Stenozonium exile ingår i släktet Stenozonium och familjen koppardubbelfotingar. Inga underarter finns listade i Catalogue of Life.